# Out Run 2019
Out Run 2019 (1993) är titeln på ett spel utvecklat av Sega avsett att användas tillsammans med Sega Mega Drive. Spelet finns sedan 2005 även utgivet av Radica i en form där handkontroll och spelkonsol är ihopbyggda till en och samma enhet.